# 5 карбованців «Собор Покрова на рові в Москві»
Собор Покрова на рові в Москві (рос. Собор Покрова на рву в Москве) — ювілейна монета СРСР вартістю 5 карбованців, випущена 6 червня 1989 року. Собор Покрова на рові, також званий Собор Василя Блаженного — православний храм, розташований на Красній площі Китай-міста в Москві. Широко відома пам'ятка російської архітектури. В даний час Покровський собор — філія Державного історичного музею. Входить до Списку об'єктів Всесвітньої спадщини ЮНЕСКО в Росії. Покровський собор — одна з найвідоміших визначних пам'яток Росії. Для багатьох жителів планети Земля він є символом Москви (таким же, як Ейфелева вежа для Парижа). Перед собором з 1931 року розміщується бронзовий Пам'ятник Мініну та Пожарському (встановлений на Червоній площі в 1818 році).

## Історія
З 1988 року випускалася серія монет номіналом у 5 карбованців, присвячена старовинним містам, пам'яткам архітектури, історичним місцям Росії. Ця серія монет випускалася аж до 1991 року. Монета карбувалася на Ленінградському монетному дворі (ЛМД).

## Опис та характеристики монети
| Номінал крб. | Метал                 | Маса грам | Діаметр мм. | Гурт                           | Тираж штук              |
| ------------ | --------------------- | --------- | ----------- | ------------------------------ | ----------------------- |
| 1            | мідно-нікелевий сплав | 19,8      | 35          | гладкий із заглибленим написом | 2 000 000 300 000(пруф) |

### Аверс
У верхній частині диска — Державний герб Союзу Радянських Соціалістичних Республік (являє собою зображення серпа і молота на фоні земної кулі, в променях сонця і в обрамленні колосся, перев'язаних п'ятнадцятьма витками стрічки); під гербом — напис «СССР», знизу — велика цифра «5», під нею — півколом розміщено слово «РУБЛЕЙ» ще нижче уздовж канта знаходиться дата випуску монети — «1989».

### Реверс
У центрі зображення собору Покрова на рові на Червоній площі в Москві. Під ним напис «МОСКВА». Праворуч дата «1561». Вгорі уздовж зовнішнього ободку монети півколом напис «СОБОР ПОКРОВА НА РВУ».

### Гурт
Два вдавлені написи «ПЯТЬ РУБЛЕЙ», між ними дві вдавлені п'ятикутні зірки.

## Автори
- Художник: А. В. Бакланов, А. А. Колодкін
- Скульптор: І. С. Комшилов

## Вартість монети
Ціну монети — 5 карбованців встановив Держбанк СРСР у період реалізації монети через його філії. Сучасна вартість монети звичайного випуску серед колекціонерів України (станом на 2014 рік) становить понад 50 гривень.